# Juliette de La Genière
Pour les autres membres de la famille, voir Famille Massenet.
Juliette de La Genière, née Juliette Massenet, est une archéologue française née le 4 août 1927 à Mulhouse (Haut-Rhin) et morte le 6 juin 2022 à Neuilly-sur-Seine (Hauts-de-Seine).

## Biographie

### Vie familiale
Fille de Marcel Massenet, polytechnicien, ingénieur général des mines et administrateur de sociétés, et de Jeanne Rodallec, Juliette Massenet épouse, en 1952, Renaud de La Genière (1925-1990), futur gouverneur de la Banque de France et président-directeur général de la Compagnie financière de Suez.

### Jeunesse et études
Juliette de La Genière obtient une licence de lettres en 1946, et un diplôme de science politique à l'Institut d'études politiques de Paris en 1949. Elle obtient le diplôme de conservateur des musées nationaux à l'École du Louvre en 1954.

### Parcours professionnel
Elle devient chargée de recherche au CNRS, chargée de mission au Louvre et obtient son doctorat en archéologie classique (1968).
De 1969 à 1996, elle est maître de conférences puis professeur à l'université de Lille où elle fonde le centre de recherche en archéologie ; elle est professeur émérite de cette université en 1997. Elle est professeur associée à l'École normale supérieure de Pise de 1983 à 1985 et professeur invité à l'université de Trente (1988-1989).
Spécialisée en archéologie hellénistique, elle dirige à ce titre, de 1988 à 1997, les fouilles du sanctuaire d'Apollon à Claros, en Ionie (actuelle Turquie), ainsi que celles du sanctuaire d'Héra à Paestum, en Campanie (Italie). Elle a par ailleurs mené de nombreuses recherches sur l'âge du fer en Italie du sud, en menant des fouilles sur les sites de Sala Consilina, Amendolara, Francavilla Marittima, dont elle a publié une partie des résultats dans le cadre de sa thèse et dans de nombreux articles grâce à l'École française de Rome et au Centre Jean Bérard.
Le 27 octobre 2000, elle est élue à l'Académie des inscriptions et belles-lettres, succédant à Paul Ourliac, après avoir été durant sept ans correspondante de l'Académie.
Elle est membre de l'Istituto Nazionale di Studi Etruschi e Italici de Florence, du Centre Jean Bérard de Naples, de l'Institut archéologique autrichien, de l'Institut archéologique allemand, de l'Istituto siciliano per la Storia antica de Palerme, de l'Institut de la Grande Grèce, de la Commission du Corpus vasorum antiquorum et correspondante de l'Institut archéologique américain.
En mars 2023, la bibliothèque de Juliette de La Genière est transférée à la Bibliothèque des sciences de l'Antiquité de l'Université de Lille, tandis que ses archives scientifiques rejoignent les archives de l'Université de Lille .

## Décorations
- Commandeure de la Légion d'honneur (2016)[6],[3]
  -  Officière de la Légion d'honneur (2005)[7]
  -  Chevalière de la Légion d'honneur (1997)
- Commandeure de l'ordre national du Mérite
- Commandeure de l'ordre des Palmes académiques
- Chevalière de l'ordre des Arts et des Lettres
- Grande officière de l'ordre du Mérite de la République italienne‎

## Œuvres
- Recherches sur l'âge du fer en Italie méridionale, Sala consilina (thèse de doctorat en archéologie classique), Bibliothèque de l'Institut français de Naples, 2e série, coll. « Publication du Centre Jean Bérard », no 1, Naples, 1968, 2 volumes : XII + 373 p. et un volume de planches illustrées.
- Cahiers de Claros I (avec la collaboration de M. Amandry, L. Delattre, J. Rougelet, et al.), Paris, éd. Recherche sur les civilisations, 1992  (ISBN 2-86538-226-5).
- Cahiers de Claros II – les sanctuaires D'Apollon à Claros : l'aire des sacrifices (avec Vincent Jolivet ; contributions de E. Collas-Heddeland, Martine Dewailly, Philippe Gauthier, et al.), Paris, éd. Recherche sur les civilisations, 2003, 246 p.  (ISBN 2-86538-286-9).
- Kastraki : un sanctuaire en Laconie (avec la collaboration de Bianca Ferrara, Antonios Makariou, Marina Pierobon et al.), École française d'Athènes, coll. « Études péloponnésiennes », no 12, Athènes, 2005, III + 119 p. + 68 p. de planches illustrées et un dépliant  (ISBN 2-86958-215-3).
- Amendolara – La nécropole de Paladino ouest (avec une contribution de Fulvio De Salvia et une note de Stéphane Verger), Naples, Centre Jean Bérard, 2012.

## Articles
- « Céramiques grecques de l'Université de Lille », dans Revue du Nord, tome 68, no 231, octobre-décembre 1976, p. 551-570, université Lille-III, Villeneuve-d'Ascq, 1976.
- « Vases attiques à Agrigente au temps de Bacchylide et de Pindare », dans Comptes rendus des séances de l’Académie des Inscriptions et Belles-Lettres, 139e année, no 4, 1995, p. 1005-1021.
- « Sanctuaire d’Apollon à Claros (1995) », dans Comptes rendus des séances de l’Académie des Inscriptions et Belles-Lettres, 140e année, no 1, 1996, p. 261-272.
- Avec : Giovanna  Greco Maiuri, Roberta  Donnarumna, Dinu Theodorescu, « L’Héraion du Sele, nouvelles découvertes », dans Comptes rendus des séances de l’Académie des Inscriptions et Belles-Lettres, 143e année, no 2, 1999, p. 501-508.
- « Du gymnase à Marathon : réflexions sur quelques œuvres d’art grecques] », dans Comptes rendus des séances de l’Académie des Inscriptions et Belles-Lettres, 147e année, no 4, 2003, p. 1587-1597 [lire en ligne].